# Atrição dentária
Atrição dentária é o desgaste das superfícies oclusais e interproximais dos dentes que entram em contato com outros dentes durante a função mastigatória.Pode ocorrer tanto na dentição decídua (dentes de leite ) como permanente. Um tipo de atrição severa pode ocorrer em pacientes que sofrem de bruxismo , um desgaste tão intenso que pode destruir por completo a coroa dos dentes afetados .